# Agrypnetes crassicornis
Agrypnetes crassicornis är en nattsländeart som beskrevs av Mclachlan 1876. Agrypnetes crassicornis ingår i släktet Agrypnetes och familjen broknattsländor. Enligt den finländska rödlistan är arten starkt hotad i Finland. Arten är reproducerande i Sverige. Artens livsmiljö är Östersjön. Utöver nominatformen finns också underarten A. c. desertorum.